# Matt Cassel
Matthew Brennan "Matt" Cassel (17 de maio de 1982, Northridge, Califórnia) é um jogador de futebol americano aposentado que atuou como quarterback na National Football League (NFL). Ele foi draftado pelo New England Patriots na sétima rodada do Draft 2005 da NFL. Ele jogou futebol americano universitário pelo USC Trojans.
Cassel se tornou o quarterback titular nos Patriots na semana 3 da temporada de 2008, quando substituiu o então atual MVP da liga, Tom Brady, que havia sofrido uma lesão que o tirou da temporada. De acordo com a ESPN, ele foi o único quarterback na história da NFL a começar um jogo como titular sem ter se quer sido titular na faculdade. Em fevereiro de 2009, os Patriots colocaram uma franchise tag em Cassel, estendendo seu contrato por mais uma ano valendo US$14 milhões de dólares, o maior contrato de um ano só na história da NFL. Mas ao final de 2009, o Carolina Panthers também colocou um franchise tag em Julius Peppers, que exigia um salário superior a US$16 milhões de dólares. Mais tarde naquela offseason, os Patriots fizeram uma troca mandando Cassel para o Kansas City Chiefs, que lhe deu um contrato de 6 anos no valor de US$62.7 milhões de dolares em julho de 2009.
Em 14 de março de 2013, os Chiefs anunciaram que estavam oficialmente dispensando Cassel. No mesmo dia, ele assinou um contrato com o Minnesota Vikings. Em 2015, Matt foi trocado e mandado para os Buffalo Bills.
Em 22 de setembro de 2015, Cassel foi enviado para o Dallas Cowboys, após a contusão de Tony Romo, mas foi dispensado no ano seguinte. Em 2017, jogou pelo Tennessee Titans e no ano seguinte se transferiu para o Detroit Lions, o último time que defendeu.

## Números da carreira
| Ano   | Passando a bola | Passando a bola | Passando a bola | Passando a bola | Passando a bola | Passando a bola | Passando a bola | Passando a bola | Passando a bola | Passando a bola | Passando a bola |  | Correndo com a bola | Correndo com a bola | Correndo com a bola | Correndo com a bola |
| Ano   | Time            | J               | JT              | V               | D               | Ten             | Comp            | Jardas          | TD              | Int             | Rating          |  | Ten                 | Jardas              | Média               | TD                  |
| ----- | --------------- | --------------- | --------------- | --------------- | --------------- | --------------- | --------------- | --------------- | --------------- | --------------- | --------------- |  | ------------------- | ------------------- | ------------------- | ------------------- |
| 2005  | NE              | 2               | 0               | 0               | 0               | 24              | 13              | 183             | 2               | 1               | 89,4            |  | 6                   | 12                  | 2,0                 | 0                   |
| 2006  | NE              | 6               | 0               | 0               | 0               | 8               | 5               | 32              | 0               | 0               | 70,8            |  | 2                   | 4                   | 2,0                 | 0                   |
| 2007  | NE              | 6               | 0               | 0               | 0               | 7               | 4               | 38              | 0               | 1               | 32,7            |  | 4                   | 12                  | 3,0                 | 1                   |
| 2008  | NE              | 16              | 15              | 10              | 5               | 516             | 327             | 3 693           | 21              | 11              | 89.4            |  | 73                  | 270                 | 3,7                 | 2                   |
| 2009  | KC              | 15              | 15              | 4               | 11              | 493             | 271             | 2 924           | 16              | 16              | 69,9            |  | 50                  | 189                 | 3,8                 | 0                   |
| 2010  | KC              | 15              | 15              | 10              | 5               | 450             | 262             | 3 116           | 27              | 7               | 93,0            |  | 33                  | 125                 | 3,8                 | 0                   |
| 2011  | KC              | 9               | 9               | 4               | 5               | 269             | 160             | 1 713           | 10              | 9               | 76,6            |  | 25                  | 99                  | 4                   | 0                   |
| 2012  | KC              | 9               | 8               | 1               | 7               | 277             | 161             | 1 796           | 6               | 12              | 66,7            |  | 27                  | 145                 | 5,4                 | 1                   |
| 2013  | MIN             | 9               | 6               | 3               | 3               | 254             | 153             | 1 807           | 11              | 9               | 81,6            |  | 18                  | 57                  | 3,2                 | 1                   |
| 2014  | MIN             | 3               | 3               | 1               | 2               | 71              | 41              | 425             | 3               | 4               | 65,8            |  | 9                   | 18                  | 2,0                 | 0                   |
| 2015  | BUF             | 1               | 1               | 1               | 0               | 0               | 0               | 0               | 0               | 0               | 0,0             |  | 0                   | 0                   | 0,0                 | 0                   |
| 2015  | DAL             | 8               | 7               | 1               | 6               | 119             | 204             | 1 276           | 5               | 7               | 70,6            |  | 15                  | 78                  | 5,2                 | 0                   |
| 2016  | TEN             | 4               | 1               | 1               | 0               | 30              | 51              | 284             | 2               | 2               | 71,0            |  | 4                   | 3                   | 0,8                 | 0                   |
| 2018  | DET             | 2               | 0               | 0               | 1               | 7               | 17              | 183             | 0               | 1               | 26,3            |  | 2                   | 13                  | 6,5                 | 0                   |
| Total |                 | 108             | 81              | 36              | 46              | 1 578           | 2 683           | 17 508          | 104             | 82              | 78,5            |  | 268                 | 1 025               | 3,8                 | 5                   |